# San Antonio Spurs 1998-1999
La stagione 1998-99 dei San Antonio Spurs fu la 23ª nella NBA per la franchigia.
I San Antonio Spurs vinsero la Midwest Division della Western Conference con un record di 37-13. Nei play-off vinsero il primo turno con i Minnesota Timberwolves (3-1), la semifinale di conference con i Los Angeles Lakers (4-0), la finale di conference con i Portland Trail Blazers (4-0), vincendo poi il titolo battendo nella finale NBA i New York Knicks (4-1).

## Classifica
| Squadra                | V  | P  | PCT  | GB |
| ---------------------- | -- | -- | ---- | -- |
| San Antonio Spurs C    | 37 | 13 | 74,0 | -  |
| Utah Jazz              | 37 | 13 | 74,0 | -  |
| Houston Rockets        | 31 | 19 | 62,0 | 6  |
| Minnesota Timberwolves | 25 | 25 | 50,0 | 12 |
| Dallas Mavericks       | 19 | 31 | 38,0 | 18 |
| Denver Nuggets         | 14 | 36 | 28,0 | 23 |
| Vancouver Grizzlies    | 8  | 42 | 16,0 | 29 |

## Roster
| \| Pos. \| Num. \| Naz. \| Nome \| Altezza \| Peso \| Data nascita \| Provenienza \| \| ---- \| ---- \| ---------------------------------- \| ----------------- \| ------- \| ------ \| ------------ \| ---------------------- \| \| G \| 33 \| Stati Uniti (bandiera) \| Daniels, Antonio \| 193 cm \| 93 kg \| 19-03-1975 \| Bowling Green \| \| A/C \| 21 \| Isole Vergini Americane (bandiera) \| Duncan, Tim (C) \| 211 cm \| 113 kg \| 25-04-1976 \| Wake Forest \| \| G/AP \| 17 \| Stati Uniti (bandiera) \| Elie, Mario \| 196 cm \| 95 kg \| 26-11-1963 \| American International \| \| A \| 32 \| Stati Uniti (bandiera) \| Elliott, Sean \| 203 cm \| 93 kg \| 02-02-1968 \| Arizona \| \| G \| 10 \| Australia (bandiera) \| Gaze, Andrew \| 201 cm \| 93 kg \| 24-07-1965 \| Seton Hall \| \| G/AP \| 2 \| Stati Uniti (bandiera) \| Jackson, Jaren \| 193 cm \| 86 kg \| 27-10-1967 \| Georgetown \| \| G \| 6 \| Stati Uniti (bandiera) \| Johnson, Avery \| 178 cm \| 79 kg \| 25-03-1965 \| Southern \| \| G \| 4 \| Stati Uniti (bandiera) \| Kerr, Steve \| 191 cm \| 79 kg \| 27-09-1965 \| Arizona \| \| A \| 25 \| Stati Uniti (bandiera) \| Kersey, Jerome \| 201 cm \| 98 kg \| 26-06-1962 \| Longwood \| \| A \| 54 \| Stati Uniti (bandiera) \| King, Gerard \| 206 cm \| 104 kg \| 25-11-1972 \| Nicholls State \| \| C \| 41 \| Stati Uniti (bandiera) \| Perdue, Will \| 213 cm \| 109 kg \| 29-08-1965 \| Vanderbilt \| \| C \| 50 \| Stati Uniti (bandiera) \| Robinson, David \| 216 cm \| 107 kg \| 06-08-1965 \| Navy \| \| A \| 31 \| Stati Uniti (bandiera) \| Rose, Malik \| 201 cm \| 113 kg \| 23-11-1974 \| Drexel \| \| G \| 11 \| Stati Uniti (bandiera) \| Williams, Brandon \| 198 cm \| 98 kg \| 27-09-1975 \| Davidson \| | Allenatore - Gregg Popovich Assistente/i - Mike Budenholzer - Hank Egan - Paul Pressey Legenda - (C) Capitano - (FA) Free agent - (S) Sospeso - (TW) Contratto Two-way - (GL) Assegnato a squadra G League affiliata - Infortunato Roster • Transazioni · Ultima transazione: 30 giugno 1999 |                                    |                   |         |        |              |                        |
| Pos. | Num. | Naz.                               | Nome              | Altezza | Peso   | Data nascita | Provenienza            |
| G | 33 | Stati Uniti (bandiera)             | Daniels, Antonio  | 193 cm  | 93 kg  | 19-03-1975   | Bowling Green          |
| A/C | 21 | Isole Vergini Americane (bandiera) | Duncan, Tim (C)   | 211 cm  | 113 kg | 25-04-1976   | Wake Forest            |
| G/AP | 17 | Stati Uniti (bandiera)             | Elie, Mario       | 196 cm  | 95 kg  | 26-11-1963   | American International |
| A | 32 | Stati Uniti (bandiera)             | Elliott, Sean     | 203 cm  | 93 kg  | 02-02-1968   | Arizona                |
| G | 10 | Australia (bandiera)               | Gaze, Andrew      | 201 cm  | 93 kg  | 24-07-1965   | Seton Hall             |
| G/AP | 2 | Stati Uniti (bandiera)             | Jackson, Jaren    | 193 cm  | 86 kg  | 27-10-1967   | Georgetown             |
| G | 6 | Stati Uniti (bandiera)             | Johnson, Avery    | 178 cm  | 79 kg  | 25-03-1965   | Southern               |
| G | 4 | Stati Uniti (bandiera)             | Kerr, Steve       | 191 cm  | 79 kg  | 27-09-1965   | Arizona                |
| A | 25 | Stati Uniti (bandiera)             | Kersey, Jerome    | 201 cm  | 98 kg  | 26-06-1962   | Longwood               |
| A | 54 | Stati Uniti (bandiera)             | King, Gerard      | 206 cm  | 104 kg | 25-11-1972   | Nicholls State         |
| C | 41 | Stati Uniti (bandiera)             | Perdue, Will      | 213 cm  | 109 kg | 29-08-1965   | Vanderbilt             |
| C | 50 | Stati Uniti (bandiera)             | Robinson, David   | 216 cm  | 107 kg | 06-08-1965   | Navy                   |
| A | 31 | Stati Uniti (bandiera)             | Rose, Malik       | 201 cm  | 113 kg | 23-11-1974   | Drexel                 |
| G | 11 | Stati Uniti (bandiera)             | Williams, Brandon | 198 cm  | 98 kg  | 27-09-1975   | Davidson               |